# Agnes Water
Agnes Water är en ort i Australien. Den ligger i kommunen Gladstone och delstaten Queensland, omkring 380 kilometer norr om delstatshuvudstaden Brisbane. Antalet invånare är 1 619.
Trakten är glest befolkad. Det finns inga andra samhällen i närheten.
Savannklimat råder i trakten. Genomsnittlig årsnederbörd är 1 253 millimeter. Den regnigaste månaden är januari, med i genomsnitt 276 mm nederbörd, och den torraste är september, med 29 mm nederbörd.